# Mikael Hising
Mikael Hising, född 22 april 1687 i Köping, Västmanland, död 15 oktober 1756 på Ådö gods i Uppland, var en svensk bruksägare.

## Biografi
Mikael Hising föddes 1687 i Köpings stadsförsamling. Han var son till Carl Hising av släkten Hising och Barbro Petré, och via fadern Bureättling. Hising gjorde sig en betydande förmögenhet som grosshandlare i Stockholm och inköpte 1723 Skogby, Billnäs och Fagerviks järnbruk i Västnyland, vilka hade ödelagts under stora ofreden, och ett flertal ödegårdar i trakten. År 1725 blev han ägare till Dalsbruk på Kimitoön och grundade 1732 Björkboda bruk. Hising var 1734 ledamot av borgarståndet för Stockholm och blev 1748 ledamot av Stockholms stads äldste.
Han var gift med vinhandlaredottern Margareta Frodbom genom vilken han blev ägare av Ingemarshof. Deras son Johan flyttade till Fagervik, adlades och antog namnet Hisinger, medan dottersonen J.A. Petersen slog sig ned på Björkboda.

### Familj
Hising gifte sig 30 maj 1717 med Margareta Frodbom (1694–1761). Hon var dotter till vinhandlaren Ingemar Frodbom och Anna Maria Eriksdotter Brun. De fick tillsammans barnen bergsrådet Johan Hisinger (1727–1790) i bergskollegium och brukspatronen Wilhelm Hising (1731–1780) på Skinnskattebergs bruk och Baggå bruk.